# 다니엘 리카도
다니엘 조셉 리카도 AM (Daniel Joseph Ricciardo, 1989년 7월 1일 ~ )는 오스트레일리아의 이탈리아계 호주인 자동차 경주 선수이다. 2024년까지 RB 포뮬러 원 팀 소속으로 포뮬러 원에서 활동하며 8회 그랑프리 우승과 32회 포디엄을 달성했다.
2011년 영국 그랑프리에서 당시 스쿠데리아 토로 로소의 예비 드라이버로 HRT 포뮬러 원 팀에서 출전하여 첫 데뷔를 치렀다. 2012년부터 토로 로소 선수로 출전하였으며, 2014년 은퇴한 마크 웨버의 자리를 맡아 레드불 레이싱 선수가 되었다. 르노 엔진을 사용한 레드불 레이싱에서의 첫 시즌에서 리카도는 캐나다, 헝가리, 벨기에에서 우승을 달성했다.
2018년까지 레드불에서 활동한 리카도는 2019년 르노 F1으로 이적하여 2019, 2020년 시즌을 치르고 맥라렌으로 옮겨 2021년 이탈리아 그랑프리를 우승했다. 2022년 말 맥라렌을 떠나 레드불의 2023년 포뮬러 원 시즌 서드 드라이버가 되었다. 시즌 중간 스쿠데리아 알파타우리의 닉 드프리스를 대체하여 2023년 헝가리 그랑프리부터 출전하였으며 이듬해 RB 포뮬러 원 팀 소속으로 활동을 이어갔으나, 2024년 싱가포르 그랑프리 이후부터 리암 로슨이 리카도를 대신하여 출전하게 되었다.